# 宝井理人
宝井 理人（たからい りひと）は、日本の漫画家、イラストレーター。女性。
『月刊Gファンタジー』（スクウェア・エニックス）誌で「グランネリエ」を連載している。代表作に「テンカウント」（新書館）、「花のみぞ知る」（大洋図書）、「セブンデイズ」（大洋図書）などがある。
別名義に、octo（オクト）。

## 漫画

### ファンタジー作品
- グランネリエ（スクウェア・エニックス 連載中）
  - 第3巻（2018年11月 ISBN 978-4757559288）
  - 第2巻（2016年4月 ISBN 978-4757549692）
  - 第1巻（2014年11月 ISBN 978-4757544581）

- かけまくも、かしこき（原作 雅夜美竜 新書館）
（2012年5月 ISBN 978-4403621437）
- 鳥籠荘の今日も眠たい住人たち（原作 壁井ユカコ アスキー・メディアワークス）
  - 第3巻（2011年4月 ISBN 978-4048703987）
  - 第2巻（2009年11月 ISBN 978-4048682381）
  - 第1巻（2008年11月 ISBN 978-4048674478）

### ボーイズラブ作品
- テンカウント（新書館）
  - 第6巻（2018年3月 ISBN 978-4403666216）
  - 第5巻（2016年8月 ISBN 978-4403665141）
  - 第4巻（2015年10月 ISBN 978-4403664915）
  - 第3巻（2015年2月 ISBN 978-4403664618）
  - 第2巻（2014年9月 ISBN 978-4403664403）
  - 第1巻（2014年3月 ISBN 978-4403664199）
- 花のみぞ知る（大洋図書）
  - 番外編「花のみやこで」（2013年3月 ISBN 978-4813030171）
  - 第3巻（2012年9月 ISBN 978-4813030065）
  - 第2巻（2011年11月 ISBN 978-4813053385）
  - 第1巻（2010年12月 ISBN 978-4813052906）
- セブンデイズ （原作 橘紅緒 大洋図書）
  - FRIDAY→SUNDAY （2009年6月 ISBN 978-4813051930）
  - MONDAY→THURSDAY （2007年9月 ISBN 978-4813050858）

### octo名義の作品
- ボイスラ!!（講談社 連載中）
  - 第2巻（2019年12月 ISBN 978-4065173688）
  - 第1巻（2019年5月 ISBN 978-4065155424）

## イラスト

### 画集
- MIRROR（2015年12月 新書館）
（ISBN 978-4403650734）

### 雑誌カバーイラスト
- ディアプラス（新書館）
  - 2017年10月号（テンカウント）
  - 2017年7月号（テンカウント）
  - 2017年4月号（テンカウント）
  - 2016年11月号（テンカウント）
  - 2016年3月号（テンカウント）
  - 2015年10月号（テンカウント）
  - 2015年8月号（テンカウント）
  - 2015年2月号（テンカウント）
  - 2014年10月号（テンカウント）
  - 2013年8月号（テンカウント）
  - 2009年12月号（主従特集）
- はじめての人のためのBLガイド（玄光社）
  - （2015年8月 ISBN 978-4768306468）
- 小説Dear+（新書館）
  - 2012年フユ号
  - 2012年ハル号
  - 2011年アキ号
  - 2011年ナツ号
- CLAFT（大洋図書）
  - 2011年7月号（花のみぞ知る）
  - 2010年7月号（花のみぞ知る）
  - 2009年1月号（セブンデイズ）
  - 2006年4月号（セブンデイズ）
- gateau vol.1（2011年1月号 一迅社）
- Baby vol.13（2010年3月）
- まんが情報誌ぱふ（2009年11月号 雑草社
- 萌暦 夏宴の号（2009年 K-BOOKS）

### 小説カバーイラスト・挿画
- 鎌倉おやつ処の死に神（谷崎泉著 富士見L文庫）
  - 第3巻（2017年1月 ISBN 978-4040721620）
  - 第2巻（2016年8月 ISBN 978-4040709581）
  - 第1巻（2016年1月 ISBN 978-4040707921）
- 近代文学シリーズ
  - 堀辰雄「燃ゆる頬／風立ちぬ」（海王社文庫）
（2015年7月 ISBN 978-4796407441）
- 月影骨董鑑定帖（谷崎泉著、富士見L文庫）
  - 第3巻（2015年8月 ISBN 978-4040706313）
  - 第2巻（2015年3月 ISBN 978-4040705293）
  - 第1巻（2014年10月 ISBN 978-4040703718）

- 桜ノ国〜キルシュブリューテ〜（水無月さらら著 花丸文庫BLACK）
（2015年2月 ISBN 978-4592851288）
- あやかし飴屋の神隠し（紅玉いづき著 メディアワークス文庫）
（2014年7月 ISBN 978-4048668286）
- teenage blue（月村奎著 新書館）
（2013年12月 ISBN 978-4403523403）
- 恋はドーナツの穴のように（砂原糖子著 新書館）
（2013年11月 ISBN 978-4403523359）
- 花馨る雨の名を（千島千鳥著 大洋図書）
（2013年2月 ISBN 978-4813041092）
- きみが好きだった（凪良ゆう著 徳間書店）
（2013年2月 ISBN 978-4861231513）
- 鳴らない電話が恋を伝える（坂井朱生著 アスキー・メディアワークス）
（2012年2月 ISBN 978-4048861649）
- にせ王子ピナ（大鳥香弥著 ムービック）
（2011年4月 ISBN 978-4896017922）
- 天国を夢みてる（神楽日夏著 ブライト出版）
（2011年2月 ISBN 978-4861231513）
- どこにでもある恋の話（柊平ハルモ著 ムービック）
（2010年8月 ISBN 978-4896017724）
- 真夜中のレモネード（松前侑里著 新書館）
（2010年5月 ISBN 978-4403522345）
- 音無き世界（杉原理生著 大洋図書）
（2010年1月 ISBN 978-4813012108）
- コーンスープが落ちてきて（松前侑里著 新書館）
（2009年5月 ISBN 978-4403522130）
- 有明月に、おねがい。（真崎ひかる著 幻冬舎コミックス）
（2009年4月 ISBN 978-4344816398）
- 朧月夜に、あいたい。（真崎ひかる著 幻冬舎コミックス）
（2009年2月 ISBN 978-4344815537）
- 巫祝の系譜（宮乃崎桜子著 講談社）
（2007年10月 ISBN 978-4062559683）
- 鹿鳴館のアリス（宮乃崎桜子著 講談社）
（2006年9月 ISBN 978-4062559072）
- 武装の麗人 プリティ・ガーディアン（小塚佳哉著 ジェーシー出版）
（2004年5月 ISBN 978-4894652552）

### 企画イラスト
- TYPE-MOONエース （KADOKAWA）
  - Vol.12 企画イラスト アルトリアと円卓の騎士「巻頭特集 カルデア四季画報」（Fate/Grand Order）
（2017年9月 ISBN 978-4041061022）
  - Vol.10 企画イラスト プロトタイプセイバー（オルタ）と綺礼 （Fate/Zero）
（2015年7月 JAN 4910139780857）
  - Vol. 9 企画イラスト ギルガメッシュと綺礼（Fate/Zero）
（2014年3月　JAN 4910139780345）
- Fate/Grand Order（TYPE-MOON）
  - 概念礼装イラスト 熱砂の語らい（ギルガメッシュとエルキドゥ）
（2017年 カルデアボーイズコレクション）
  - 概念礼装イラスト キス・ユア・ハンド（エミヤ ギルガメッシュ クー・フーリン）
（2016年 ホワイトデー期間限定）
  - 概念礼装イラスト 聖者の行進（綺礼と凛）
（2015年 クリスマス期間限定）
- ダ・ヴィンチ（KADOKAWA）
  - 企画イラスト 特集 男のためのBL（テンカウント）
（2017年3月 JAN 4910059870379）
  - 企画イラスト 特別企画 貴方の読書に新しい風を。開こう, BLの扉！（テンカウント）
（2015年9月 JAN 4910059870959）
- drap（コアマガジン）ピンナップ
（2015年9月 JAN 4910166950971）
- ヤングマガジン サード （講談社）
  - vol.4 ピンナップ（2015年3月）
- 弱虫ペダルトリビュートコミックス（秋田書店）
  - 「放課後ペダル」（2014年6月）
- 月刊プリンセス（秋田書店）
企画イラスト「王子」（2014年1月）
- 革命機ヴァルヴレイヴ アンソロジーコミック（2013年9月、スクウェア・エニックス）
- ディアプラス（新書館）
企画イラスト「職業制服特集（テンカウント）」（2011年11月）
- gateau レーベル告知イラスト（2010年 一迅社）
- edith（まんだらけ）
  - vol.4 カラーイラスト（2009年10月）
  - vol.3 カラーイラスト（2009年3月）
  - vol.2 カラーイラスト（2008年11月）
- ルチル（幻冬舎コミックス）
  - vol.26 ピンナップ（2008年9月）

### メイキング
- S.H.Figuarts ボディくん（S.H.Figuarts）
-宝井理人- Edition メイキング動画[4]
- コミック イラストレーション ガイダンス（ビー・エヌ・エヌ新社）
（2009年12月号 ISBN 978-4861006784）

## コラボレーション

### 漫画
- トライナイツ（KADOKAWAメディアファクトリー『月刊コミックジーン』2018年7月号 - 2019年9月号） - キャラクター原案担当[5]。シナリオ・矢野俊策、原案・TRY KNIGHTS UNION、漫画・衿沢千束。

### ゲーム
- テンカウント ノベルゲーム（Arithmatic AP CO.,Ltd）
2018年3月リリース

### フィギュア
- 1/8スケールフィギュア　B-style　城谷忠臣バニー[6]（FREEing）
- 1/8スケールフィギュア　B-style　黒瀬陸バニー（FREEing）
- ねんどろいど　城谷忠臣[6]（FREEing）
- ねんどろいど　黒瀬陸（FREEing）
- ボディくん -宝井理人- Edition DX SET（S.H.Figuarts）
- ボディくん -宝井理人- Edition（Pale orange Color Ver.）（S.H.Figuarts）

### ドラマCD

#### ボーイズラブ作品
- テンカウント（新書館）
（CV.立花慎之介・前野智昭 他）
  - 第5巻（2017年3月 JAN 4560219324268）
  - 第4巻（2016年7月 JAN 4560219323698）
  - 第3巻（2016年1月 JAN 4560219323346）
  - 第2巻（2015年5月 JAN 4560219323230）
  - 第1巻（2014年12月 JAN 4560219323179）
- 花のみやこで（Atis collection）2014年3月
（CV.野島裕史・日野聡 他）
- 花のみぞ知る（Atis collection）2014年2月
（CV.武内健・小野友樹 他）

#### ファンタジー作品
- 獣神空想御伽草子ドラマCD（マリン・エンタテイメント）
  - 第3巻 龍と虎（CV.遊佐浩二・小野大輔）ジャケット キャラクターデザイン
（2012年9月 JAN 4996779019755）
  - 第2巻 ネコとカナリア（CV.平川大輔・櫻井孝宏）ジャケット キャラクターデザイン
（2012年8月 JAN 4996779019731）
  - 第1巻 ウサギとオオカミ（CV.吉野裕行・杉田智和）ジャケット キャラクターデザイン
（2012年6月 JAN 4996779019717）

#### シチュエーションCD
- 官能昔話ネオ～太郎伝説～（CV.井上和彦、吉野裕行、柿原徹也、江口拓也）
（2018年2月　JAN 4562412120258）
  - なでなでCD（Qun.to[R]）
    - ANOTHER「ヤンデレ悪魔ちゃん」（CV.増田俊樹）ジャケット キャラクターデザイン

（2015年7月 JAN 4571209819831）
    - Vol.7「店長」（CV.江口拓也）ジャケット キャラクターデザイン

（2015年2月 JAN 4571209819725）
    - Vol.6「同期」 （CV.柿原徹也）ジャケット キャラクターデザイン

（2015年2月 JAN 4571209819350）
    - Vol.5「お兄ちゃん」（CV.平川大輔）ジャケット キャラクターデザイン

（2014年5月 JAN 4571209819220）
    - Vol.4「お医者さん」（CV.鳥海浩輔）ジャケット キャラクターデザイン

（2014年2月 JAN 4571209819022）
    - Vol.3「御曹司」（CV.前野智昭）ジャケット キャラクターデザイン

（2013年11月 JAN 4571209818957）
    - Vol.2「幼馴染」 （CV.森久保祥太郎）ジャケット キャラクターデザイン

（2013年8月 JAN 4571209818810）
    - Vol.1「先輩」（CV.細谷佳正）ジャケット キャラクターデザイン

（2013年5月 JAN 4571209818537）

### 映画
- セブンデイズ FRIDAY→SUNDAY（2015年、監督：横井健司）
- セブンデイズ MONDAY→THURSDAY（2015年、監督：横井健司）

## ファンに向けたイベントの開催

### 記念展
デビュー10周年を記念して、東京と大阪の2会場でイベントが開催された。
- 催事名称　Double 10 Count - Secret Party
- 大阪会場　2017年11月1日〜11月12日　於 天満ガーデン
- 東京会場　2017年3月10日〜2017年4月2日　於 原宿 AREA-Q

### 複製原画展
イラスト集「MIRROR」の発売を記念して、東京と広島の2会場で複製原画展が開催された。
- 広島会場　2015年12月20日～2016年1月15日　於 ギャラリー＆カフェ Book Labyrinth（コミコミスタジオ）
- 東京会場　2015年12月4日～2015年12月20日 　於 アニメイト池袋本店

### 国外でのサイン会
- Chinese International Comics Festival(CICF) Expo 2017（中国開催）
期間　2017年10月2日
会場　ボリワールドトレードセンター（広州保利世貿易会館）
- Connichi 2015（ドイツ開催）
期間　2015年9月18日～20日
会場　Palais Kassel
- Japan Expo 2014（フランス開催）
期間　2014年7月2日～8日
会場　Parc des Expositions de Paris-Nord Villepinte

### 国内でのサイン会
- ディアプラス20周年記念　2017年12月23日　於 名古屋パルコ
- イラスト集「MIRROR」発売記念
広島会場　2015年12月20日　於 中央書店サンモール店(コミコミスタジオ)
東京会場　2015年12月12日　於 アニメイト池袋本店
- テンカウント 第3巻発売記念　2015年3月22日　於 アニメガ新宿マルイアネックス店
- テンカウント 第2巻発売記念　2014年10月11日　於 アニメイト新宿店
- テンカウント 第1巻発売記念　2014年4月12日　於 アニメイト池袋本店

### コラボカフェ
「Blanc de Noirs」と題したコラボカフェが展開されている。
- 第3弾　2018年2月22日～3月28日　於 町田コミコミスタジオ
- 第2弾（2会場で開催）
東京会場　2016年8月21日〜2016年9月9日　於 町田コミコミスタジオ
広島会場　2016年9月8日〜2016年9月23日　於 広島　ギャラリー＆カフェ Book Labyrinth（コミコミスタジオ）
- 第1弾　2015年12月20日～2015年1月15日　於 広島　ギャラリー＆カフェ Book Labyrinth（コミコミスタジオ）

### オンリーショップ
- 宝井理人オンリーショップ　2016年7月16日〜2016年7月29日　於 セガ池袋GiGO